# اسدالله آل بویه
اسدالله آل بویه (۴ آبان ۱۲۸۷ دیلمان گیلان – ۲۵ شهریور ۱۳۸۱) ریاضیدان، سیاستمدار، روزنامه‌نگار و ادیب ایرانی بود. او در کابینه رزم آرا مدتی معاونت فرهنگ و زمانی کفیل وزارت فرهنگ بود. وی مشاغل اداری متعددی از قبیل ریاست کل کارگزینی وزارت دارایی، مدیریت کل دبیرخانه دانشگاه تهران، معاونت وزارت فرهنگ، عضویت در شورای عالی فرهنگ، عضویت در شورای عالی دانشگاه و شورای عالی معادن را به عهده داشته‌است. او مؤلف کتابهای درسی هندسه بود. او از بنیانگذاران ترجمه اصطلاحات ریاضی به فارسی بود. به جای نصف الزاویه واژه نیمساز و به جای قائم الزاویه، مثلث راست گوشه را پیشنهاد کرد.

## اوایل زندگی
اسدالله آل بویه در سن شش سالگی روانهٔ مکتب شد و مدت دو سال به خواندن و نوشتن پرداخت. سپس قدم به دبستان نهاد و در مدرسهٔ خیام سیاهکل چهار کلاس ابتدایی را در دو سال و کلاس پنجم و ششم را در یک سال به انجام رساند، از آن پس به رشت عزیمت کرد و در دبیرستان شماره یک آن شهر به تحصیل پرداخت. با به پایان رساندن سال اول و دوم متوسطه، رهسپار تهران شد و در دبیرستان دارالفنون ادامه تحصیل داد. او پس از آنکه در سال ۱۳۰۷ دیپلم خود را از آن دبیرستان اخذ نمود، از سوی وزارت فرهنگ جزو اولین گروه محصلین ایرانی برای ادامه تحصیل به فرانسه اعزام شد و پس از تکمیل زبان در «لیسه تورنون» فرانسه، در دانشکده نانسی به تحصیل در رشتهٔ ریاضیات و محاسبات و انتگرال و مکانیک استدلالی و هندسه عالی پرداخت و به اخذ مدرک لیسانس نائل گردید. آل بویه تحصیلات خود را در دانشگاه سوربن پاریس ادامه داد، تا آنکه موفق به اخذ درجهٔ دکترای ریاضی گردید. استاد او الی کارتان بود.

## تدریس
دکتر آل بویه پس از به پایان بردن تحصیلات خود در خارج از کشور، به ایران بازگشت و از سال ۱۳۱۴ با رتبهٔ یک دانشیاری، در دانشگاه به تدریس اشتغال ورزید و تا رتبه ده استادی پیش رفت. او از نخستین مدرسین دانشگاهی در ایران است. وی در طول خدمات آموزشی خود در دانشکده علوم دانشسرای عالی، دانشکده فنی، دانشکده صنعتی (وزارت صنایع)، دانشکده نیروی هوایی و دبیرستان نظام وزارت جنگ در رشتهٔ تخصصی خود، تدریس کرد.

## فعالیت سیاسی
در سال‌های دهه ۲۰ تا ۳۰ و بعد از سقوط رضا شاه سعی کرد به عنوان نماینده وارد مجلس شود که البته موفق نشد و روزنامه را انتشار داد که «سازمان» بود که پس از دوازده شماره توقیف شد و بعد از کودتای ۲۸ مرداد دکتر وعده‌ای از دوستان همفکرش آل بویه «حزب میلیون» را تأسیس کردند که بساط آن پس از زمانی نه چندان دراز به دستور شاه و در زمان حکومت هژیر برچیده شد. سپس حزب آهنگ ما را تشکیل دادند که پس از یکسال در زمان حکومت سپهبد زاهدی منحل شد.
از جمله رویدادهای به وقوع پیوسته در دوران زندگی اسدالله آل بویه، تشکیل حزب «آهنگ ما» بود که این حزب بعد از کودتای ۲۸ مرداد سال ۱۳۳۲ در جریان وقایع این دوران، تعطیل و فعالیت آن متوقف شد.
او از قریحه و ذوق شاعری نیز بهره کافی داشته‌است، علاوه برآن آثار نظم و نثر او در مجلهٔ «سخن» و روزنامهٔ «سازمان» به چاپ رسیده‌است.
انجمن آثار و مفاخر فرهنگی در سال ۱۳۸۱ به پاس سالها خدمات علمی و فرهنگی وی او را به عنوان یکی از مفاخر ایران زمین معرفی کرد و از او تجلیل نمود.

## آثار
- حساب‌های هندسی برای دانشجویان دورهٔ لیسانس و فوق لیسانس
- رسالهٔ هماهنگی برای یگانگی
- مجموعه ترانه‌های بویه
- مجموعه شعر دیوان بویه
- هندسه برای سال‌های اول تا چهارم دبیرستان
- هندسه برای سال‌های پنجم و ششم دبیرستان
- هندسه ترسیمی و رقومی برای سال ششم دبیرستان
- هندسه‌های گوناگون برای دانشجویان فوق لیسانس